# 밤바디언 밤바

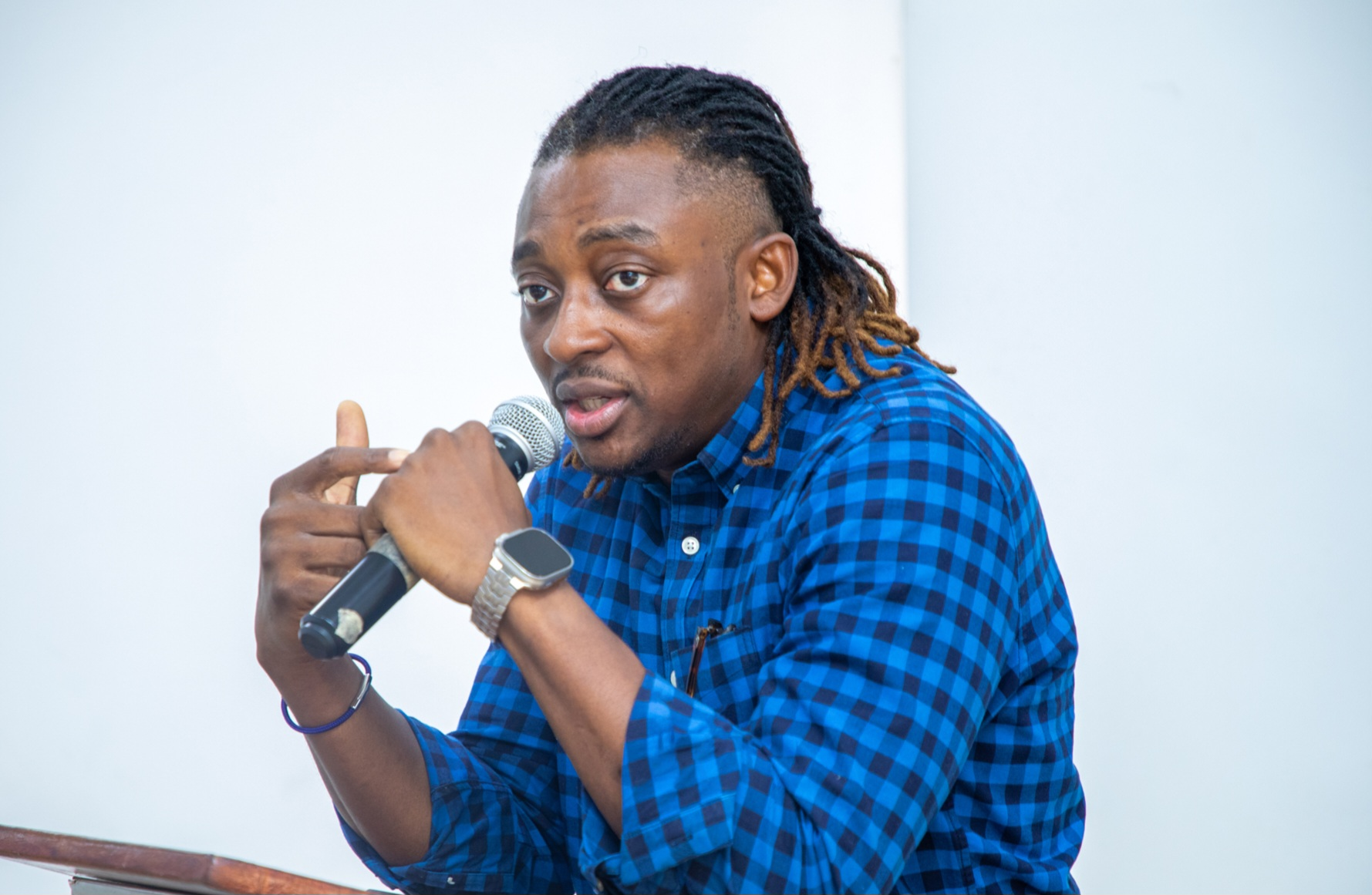

밤바디언 밤바(Bambadjan Bamba, 1982년 1월 30일 ~ )는 미국의 배우, 텔레비전 배우이다.
아비장에서 태어났다.

## 영화
- 수어사이드 스쿼드 (2016년) - 티셔츠 행상인 역
- 리얼리티 (2014년)
- 미라클맨 (2010년)
- 비기너스 (2010년)
- 난 아내를 사랑하는 것 같아 (2007년)
- 스파이닝 인투 버터 (2007년)